# Medalla de la Reina de la Mediterrània 1899-1902
La Medalla de la Reina de la Mediterrània (anglès:Queen's Mediterranean Medal) és una medalla del Regne Unit, autoritzada pel rei Eduard VII, i atorgada a les tropes de la Milícia que havien rellevat els homes de l'Exèrcit en diverses guarnicions a la Mediterrània, a Gibraltar, Malta i Egipte. Això va permetre que les tropes regulars fossin disponibles per a la Segona Guerra Boer.
Les tropes a l'illa de Santa Elena que custodiaven els presoners de guerra Boers als camps de presoners van rebre la Medalla de la Reina de Sud-àfrica 1899-1902, però sense barra.
La medalla i el galó són idèntics a la Medalla de la Reina de Sud-àfrica 1899-1902, llevat que la inscripció "SOUTH AFRICA" és substituïda per "MEDITERRANEAN" al revers de la medalla. No es concedia cap barra.
El nom del receptor i detalls es gravaven a la vora de la medalla.

## Receptors
Aproximadament se'n van concedir unes 5.000. Van ser atorgades a oficials i homes del Tercer Batalló (Milícia) dels Royal Northumberland Fusiliers, Royal Fusiliers, West Yorkshire Regiment, Royal North Lancashire Regiment, Royal West Kent Regiment, King's Own Yorkshire Light Infantry, Seaforth Highlanders i Royal Munster Fusiliers.

## Disseny
Una medalla de plata de 36mm de diàmetre. A l'anvers apareix l'efígie de la Reina Victòria mirant a l'esquerra, amb una petita corona i vel, amb la inscripció «Victoria Regina et Imperatrix». Al revers apareix Britannia mirant a la dreta, amb l'estendard reial. Té la mà dreta aixecada amb una branca de llorer. A la dreta apareixen soldats britànics marxant cap a la costa. Al fons hi ha els vaixells de la Royal Navy, i al seu peu hi ha l'escut de la Unió que descansa amb una palma i un trident. A la part superior dreta, al costat de la mà hi apareix la inscripció MEDITERRANEAN.
Penja d'una cinta de 32mm d'ample, composta de 5 franges: vermell, blau fosc, taronja, blau fosc i vermell, totes elles de 5mm, i la taronja és de 10mm.